# Risky Business (canção de Jorge Blanco)
"Risky Business" é uma canção do cantor, compositor e ator mexicano Jorge Blanco, lançada em 17 de março de 2017. Com uma pegada e estilo bastante diferente do que Jorge vinha apresentando em seus anos como artista infantojuvenil do Disney Channel.

## Videoclipe
Contratado pela gravadora Hollywood Records, assim como sua antiga parceira de elenco Tini Stoessel, o videoclipe de Risky Business conta com uma pegada um tanto sensual e mega retrô. Com tonalidades em preto e branco, falsetes surpreendentes, muita batida, e letra em inglês, que por sinal, abriu com chave de ouro a carreira solo do mexicano, Risky Business possui um estilo R&B todo moderno, além de mostrar um Jorge mais maduro.

## Just Dance
Risky Business é apresentado no Just Dance 2018, Just Dance Now e Just Dance Unlimited. Jorge se tornou a sexta estrela do Disney Channel a ter uma música solo na franquia, depois de Selena Gomez, Miley Cyrus, Demi Lovato, Nick Jonas e Jordan Fisher.